# Sonja Fritschi
Sonja Fritschi, née le 28 janvier 1973, est une cavalière franco-suisse d'endurance.

## Carrière
Aux Jeux équestres mondiaux de 2014 en Basse-Normandie, elle remporte la médaille de bronze en endurance par équipes, avec Barbara Lissarrague et Andrea Amacher.